# Frente Blanquiazul
El Frente Blanquiazul, también conocido por su sigla FB, es un grupo conformado por un colectivo de hinchas del Club Deportivo Tenerife que se sitúa en la parte baja del graderío Popular del Estadio Heliodoro Rodríguez López. Se fundó en el año 1986, siendo la peña más numerosa del club con unos 300 socios. Tienen una rivalidad con Ultra Naciente de la Unión Deportiva Las Palmas.

## Posicionamiento político
Por su posicionamiento político, tiene ideología independentista canaria y antifascista.